# Jean Bleuzen
Pour les articles homonymes, voir Bleuzen.
Jean Bleuzen est un résistant français, né le 7 décembre 1906 à Lambézellec et mort le 26 août 1944 à Oissery,, en Seine-et-Marne
Il était chauffeur-livreur dans la commune de Vanves, dans les Hauts-de-Seine.

## Biographie
Jean Bleuzen faisait partie du bataillon Hildevert (réseau Armand-Spiritualist). Ce bataillon constituait la section française du Special Operations Executive (SOE) du Colonel Buckmaster. Le but du SOE, créé dès 1940 à l'initiative de Winston Churchill, était de mener tout acte de sabotage en vue d'affaiblir l'armée allemande.
Jean Bleuzen est l'une des victimes de l'incendie de la râperie d'Oissery (en Seine-et-Marne), après avoir été capturé avec 25 de ses camarades, le 26 août 1944,. Il est mort à l'âge de 38 ans.

## Toponymie
Une des voies principales de la ville de Vanves porte le nom de rue Jean-Bleuzen.

## Ouvrages
Bruno Renoult et James West, 1944 : Guerre en Ile-de-France, vol. 3 : La défense du Grand Paris, 2008